# راندرس
راندرس (به دانمارکی: Randers) یک شهر در شرق شبه‌جزیره یوت لاند در دانمارک است.

## جمعیت
این شهر با جمعیت ۶۰٬۲۲۷ نفر (آمار سال ۲۰۱۰) ششمین شهر بزرگ کشور به شمار می‌رود. جمعیت منطقه شهری راندرس برابر با ۹۴٬۷۵۰ نفر است. منطقه شهری راندرس جزو ناحیه شهری یوتلاند شرقی با جمعیتی برابر با ۱٫۲ میلیون نفر است.

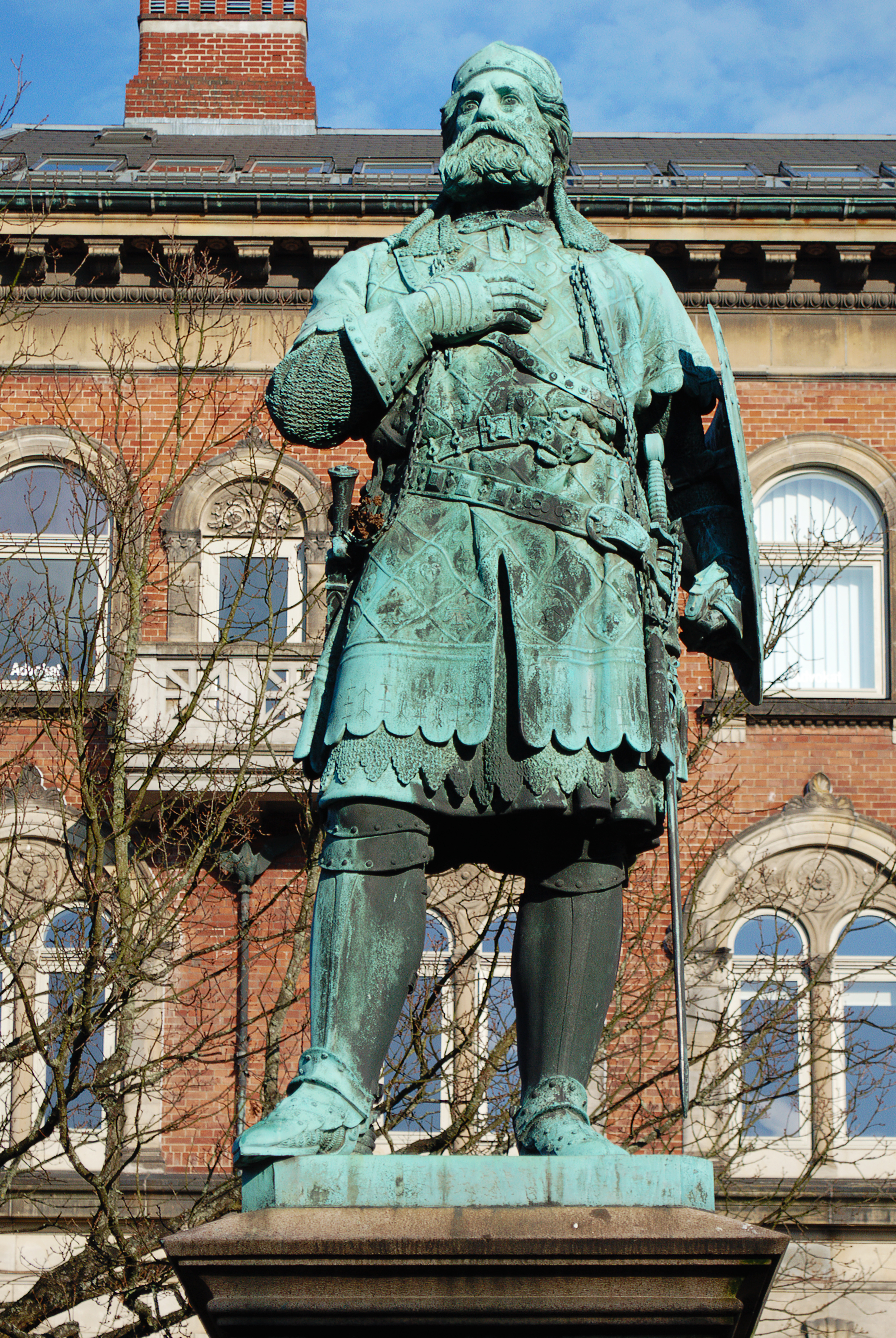